# 1st Vermont Infantry
Premier régiment d'infanterie de volontaires du Vermont
Le 1st Regiment Vermont Volunteer Infantry (ou 1st VVI) est un régiment d'infanterie levé pour une durée de trois mois de l'armée de l'Union lors la guerre de Sécession. Il sert sur le théâtre oriental, dans et autour de la forteresse Monroe, en Virginie.

## Organisation
Répondant à l'appel du président Abraham Lincoln à la mi-avril 1861, pour lever 75 000 hommes afin de servir pour trois mois, pour mater la rébellion, le gouverneur Erastus Fairbanks (en) ordonne le recrutement du régiment(p2).
Le régiment est organisé à partir de compagnies de la milice des villes suivantes :
- A – Swanton
- B – Woodstock
- C – Saint-Albans
- D – Bradford
- E – Cavendish
- F – Northfield
- G – Brandon
- H – Burlington
- I – Middlebury
- K – Rutland (en)

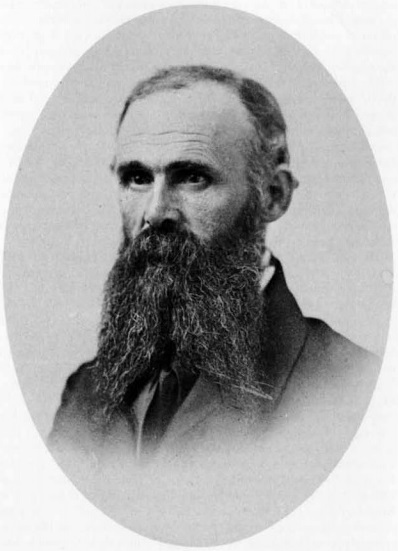
John W. Phelps

Le capitaine John W. Phelps, de Brattleboro, un diplômé de l'académie militaire de West Point en 1836, et vétéran après 23 ans dans l'armée régulière, est choisi pour commander le régiment et est nommé colonel. Le capitaine de la milice Peter T. Washburn (en) de Woodstock, plus tard, adjudant-général et gouverneur du Vermont, est nommé lieutenant-colonel. Parmi les officiers, on retrouve le futur gouverneur Roswell Farnham (en) et le futur récipiendaire de la médaille d'Honneur William Y. W. Ripley (en).

## Service
Les dix compagnies se regroupent à Rutland, le 2 mai 1861, et se rendent dans le camp sur le champ de foire au sud de la ville, appelé Camp de Fairbanks, en l'honneur du gouverneur(p2). Le régiment est incorporé dans le service des États-Unis le 8 mai, et le lendemain, part pour la ville de New York, où il arrive le 10 mai 1861. Horace Henry Baxter (en), homme d'affaires de Rutland, puis servant comme adjudant-général de la milice du Vermont, utilise des fonds personnels pour s'assurer que les soldats du 1st Vermont soient équipés et payés, et il chevauche à leur tête, alors qu'ils quittent le Vermont. Le 11 mai, le régiment s'embarque le bateau à vapeur Alabama, et arrive à la Forteresse Monroe le 13 mai 1861(p2).
Le 23 mai 1861, le régiment fait les premières reconnaissances réalisées par des troupes des États-Unis sur le sol de la Virginie, marchant sur neuf kilomètres six cents (six miles) à partir de la Forteresse Monroe à Hampton. Le 26 mai 1861, le régiment prend les steamers Cataline et Monticello, de Hampton Roads jusqu'à Newport News, où ils établissent un camp, qui devient leur lieu de stationnement pour le reste de son séjour en Virginie.
Le 10 juin 1861, cinq compagnies du 1st Vermont, avec cinq compagnies du 4th Massachusetts Infantry (en), participent à la bataille de Big Bethel. Au cours de la bataille, le régiment perd un homme(p2). D'après le même auteur, le régiment subit trois blessés et un soldat capturé pendant les combats(p6).
Le 4 août 1861, le régiment s'embarque les steamers Ben de Ford et . R. Spaulding, et navigue jusqu'à New Haven, dans le Connecticut, puis prend un train à Brattleboro, y arrivant le 9 août 1861. Les hommes sont payés et sont libérés du service les 15 et 16 août 1861(p2).

## Pertes
Le régiment a levé 38 officiers et 743 hommes du rang. Un simple soldat a été tué au combat, quatre sont morts de maladie, et un est décédé à la suite d'un accident. Un officier a démissionné de sa commission, quatre soldats ont été libérés pour invalidité, et deux ont déserté. Les cinq sixièmes des membres de ce régiment, ont été recrutés par la suite pour trois ans. Deux cent cinquante ont servi en tant qu'officier en campagne pour des unités de l'État du Vermont ou des États voisins.

## Pour aller plus loin
- Coffin, Howard, Full Duty: Vermonters in the Civil War. Woodstock, VT.: Countryman Press, 1995.
- Dyer, Frederick Henry, A Compendium of the War of the Rebellion. New York: T. Yoseloff, 1908. 3 vol.
- U.S. War Department, The War of the Rebellion: A Compilation of the Official Records of the Union and Confederate Armies, 70 volumes in 4 series. Washington, D.C.: United States Government Printing Office, 1880-1901.